# فرد مارتن (لاعب كرة قاعدة)
فرد مارتن (بالإنجليزية: Fred Martin)‏ هو لاعب كرة قاعدة أمريكي، ولد في 27 يونيو 1915 في مقاطعة لي فلوري في الولايات المتحدة، وتوفي في 11 يونيو 1979 في شيكاغو في الولايات المتحدة بسبب سرطان.

## وصلات خارجية
- فرد مارتن على موقع دوري كرة القاعدة الرئيسي (الإنجليزية)
- فرد مارتن على موقعبيزبول رفرنس.كوم (الدوري الرئيسي) (الإنجليزية)
- فرد مارتن على موقعبيزبول رفرنس.كوم (الدوري الثانوي) (الإنجليزية)